# シロマツ
シロマツ（学名：Pinus bungeana）は、マツ科マツ属の常緑高木。別名ハクショウ、サンコノマツ。

## 名前と分類
マツ科マツ属、所謂松の一種。五葉松類（単維管束亜属,Strobus亜属）に含められる。
和名は樹皮の色の特徴からと思われ、漢字表記は白松。音読みでハクショウと呼ばれることも多い。中国名は同じく白皮松、英名も樹皮の特徴をつかんだwhite bark pine（白い樹皮のマツ）やlacebark pine（滑らかな樹皮のマツ）。種小名bungeanaは東アジアの植物を調べたドイツ人植物学者Alexander Bunge(1803-1890)に因む。

## 分布
中国原産。陝西省、四川省、甘粛省等の中西部の山岳地帯に分布

## 形態
最大樹高30mに達する中～大型のマツ。針葉は3葉で長さ6－10cmほどで、針葉断面の維管束は1つである。これは五葉マツ類（Strobus亜属）の特徴である。
各言語での名前になるように樹皮が非常に特徴的で若い時からマツとは思えないほど滑らかで斑模様に剥がれ、ある種の広葉樹の樹皮を思わせる。さらに成長すると白一色に変わる。球果は長さ6cmほどで卵型。

## 生態
松の仲間の中では比較的長寿な方とされ中国では樹齢800-1300年のものが確認されている。因みにマツ属最長寿はアメリカ西部に分布するPinus longaevaという種類で樹齢4800年を超えるものが確認されている。

## 利用
庭園木、街路樹などとしても利用され、聖木として扱われることも多くアジアでは寺院などにはよく植えられている。種子は食用とされることもあり、「白松塔」の名で漢方薬としても使う。